# Juan Leach Giró
Juan Leach Giró (Boston, 24 de març de 1835 - Barcelona, 9 d'abril de 1903) fou un comerciant i polític valencià d'origen estatunidenc, alcalde d'Alacant durant el Sexenni Democràtic i cònsol dels Estats Units a Alacant.
Nasqué als Estats Units, net del comerciant malagueny Juan Giró. Es traslladà a Niça i el 1847 es va establir a Alacant, on el seu germà Guillermo era representant d'una companyia francesa i va tindre extensa família amb Luisa Laussat Cristiernin, com Federico Leach Laussat, regidor i diputat provincial o Juana, casada amb Antonio Martínez Torrejón.
Finalment el seu germà Guillermo es va traslladar a Marsella i ell va destacar com a propietari de terres, mines i pous a Saix i Villena. En els darrers anys del regnat d'Isabel II d'Espanya va impulsar el Partit Republicà Democràtic Federal a Alacant. Després de la revolució de 1868 fou regidor de l'Ajuntament d'Alacant, i quan es va produir la revolta cantolanista durant la Primera República Espanyola fou nomenat alcalde per Eleuterio Maisonnave Cutayar per tal d'evitar que el moviment es propagués a Alacant.
Després de la restauració borbònica va presidir la secció alacantina del Partit Republicà Possibilista (1881-1890) i va ser cònsol dels Estats Units a Alacant de 1887 a 1898. En 1879 va crear la societat "La Exploradora" amb Eleuterio Maisonnave Cutayar i José Gabriel Amérigo Morales, que el 1888 va demanar la concessió per abastir d'aigua el municipi d'Alacanti que seria l'origen de la Societat d'Aigües d'Alacant. En 1891 també va dirigir la Cambra de Comerç d'Alacant.